# 프라이미벌 (영화)
프라이미벌(Primeval)는 2007년 공개된 미국의 공포 영화이다.
이 영화는 2007년 1월 12일에 개봉되어 비평가들로부터 부정적인 평가를 받았지만 전 세계적으로 1,500만 달러의 수익을 올렸다. 이 영화의 제목과는 달리, 같은 이름의 2007년 ITV 텔레비전 시리즈와는 아무런 관련이 없다.

## 줄거리
아프리카 부룬디에서 대량 학살 현장을 조사하던 영국 법의학 인류학자가 정체를 알 수 없는 무언가에게 공격당해 강으로 끌려가 잔혹하게 살해당한다. 한편, 뉴욕의 방송 기자 팀 맨프리는 상사의 명령으로 동물 전문 기자 아비바 마스터스와 함께 부룬디로 가게 된다. 그곳에서 수백 명을 죽인 것으로 알려진 거대한 나일 악어 '구스타브'를 포획하기 위해서다. 팀은 전쟁 지역인 부룬디로 가는 것을 꺼려했지만 과거 자신의 기사에 허위 증거가 있었던 탓에 어쩔 수 없이 가게 된다. 팀의 카메라맨 스티븐 존슨과 파충류 학자 매트 콜린스도 합류하여 구스타브를 생포하려는 계획을 세운다.
부룬디 공항에서 정부 관리 하하투 므퀘사(해리)는 치안 불안을 이유로 그들의 출발을 지연시키려 하지만, 팀은 거짓 전화를 통해 무시하고 다음 날 출발한다. 그들은 마을에 도착하여 사냥꾼 야곱을 가이드로 고용하고, 마을 사람들과 함께 구스타브를 잡기 위한 강철 우리를 준비한다. 첫 번째 시도는 실패하지만, 매트는 구스타브에게 추적용 화살을 맞추는 데 성공한다.
다음날, 스티븐은 '리틀 구스타브'라는 자칭하는 무장 세력에게 학살당하는 마을 주술사와 가족을 목격하고 이를 촬영한다. 일행은 영상을 공개할지 고민하는 사이, 마을 소년 '조조'가 미끼가 되어 구스타브를 잡으려 한다. 구스타브가 나타나 조조를 공격하려는 순간, 팀, 매트, 스티븐이 그를 구하러 달려간다. 한편, 아비바는 경호 군인 중 한 명이 돈을 훔치는 것을 목격하고, 그에게 폭행과 강간 시도를 당하지만 구스타브가 나타나 그를 죽여 위기를 모면한다. 하지만 살아남은 경호원은 무장 세력이 미국인들이 주술사 살해 영상을 찍었다고 보고하고, 일행은 그들이 ‘리틀 구스타브’와 한패임을 알게 된다. 곧이어 그들은 야곱을 공격하고, 조조가 개입하여 그들을 사살한다. 구스타브는 이들을 다시 공격하고, 야곱은 복수를 위해 구스타브와 함께 자폭하지만 실패한다.
다음 날, 헬기가 생존자들을 태우러 오지만, '리틀 구스타브'의 부하들이 로켓포로 공격한다. 매트는 헬기가 날아가지 못하게 막으려다 트럭에 치여 죽는다. 팀 일행은 흩어져 도망치고, 추격전 끝에 '리틀 구스타브'의 부하들은 모두 죽는다. 스티븐은 구스타브와 마주쳐 도망치려 하지만 결국 붙잡히고, 팀은 스티븐의 카메라만을 발견한다. 팀은 주술사의 "우리는 스스로 괴물을 만든다"는 말을 이해하게 된다. 매트는 과거에 악어가 시체를 먹는 습성이 있으며, 풍부한 먹이가 있으면 무한정으로 자랄 수 있다고 했었다. 구스타브가 거대하게 성장한 것은 내전으로 강에 떠다니는 시체 때문이었다.
마침내 '해리'가 나타나지만, 팀은 그가 ‘리틀 구스타브’임을 알아챈다. 그는 주술사 살해 영상이 필요했고, 팀은 속임수를 써 구스타브의 은신처로 그를 유인한다. 그곳에서 스티븐의 시신을 발견한 팀은 해리를 찌르고, 아비바는 구스타브에게 악어 페로몬을 뿌려 유인한다. 구스타브는 해리를 잡아먹고, 팀 일행은 간신히 탈출한다.
몇 주 후, 팀, 아비바, 조조, 와일리는 치료를 받고 미국으로 돌아간다. 구스타브는 여전히 살아있으며 사람들을 죽이고 있다는 엔딩 자막이 나온다.

## 출연

### 주연
- 도미닉 퍼셀
- 브룩 로튼

### 조연
- 올란도 존스
- 주겐 프로크노
- 기드온 에머리
- 가브리엘 메일마

## 기타
- 협력프로듀서: 블로키 고든
- 협력프로듀서: 데이빗 위치트
- 미술: 조니 브리드
- 의상: 다이아나 실리어스
- 배역: 존 팝시데라

## 같이 보기
- 귀스타브 (악어)
- 식인동물